# Polygala crista-galli
Polygala crista-galli är en jungfrulinsväxtart som beskrevs av Chod.. Polygala crista-galli ingår i släktet jungfrulinssläktet, och familjen jungfrulinsväxter. Inga underarter finns listade i Catalogue of Life.